# Kesselspitz
Die Kesselspitz (auch Kesselspitze) ist ein 2284 m ü. NHN hoher Nebengipfel der Fuchskarspitze  in den Allgäuer Alpen, über den die Grenze zwischen Deutschland und Österreich verläuft.
Sie befindet sich östlich über dem Bärgündeletal. Nördlich der Kesselspitz endet der Rauhhornzug am Glasfelderkopf (2270 m ü. NHN), der durch die Bockkarscharte (2162 m ü. NHN) von ihr getrennt ist. Von der Kesselspitz verläuft ein Kamm nach Süden, der zum Hochvogel führt.

## Weblinks

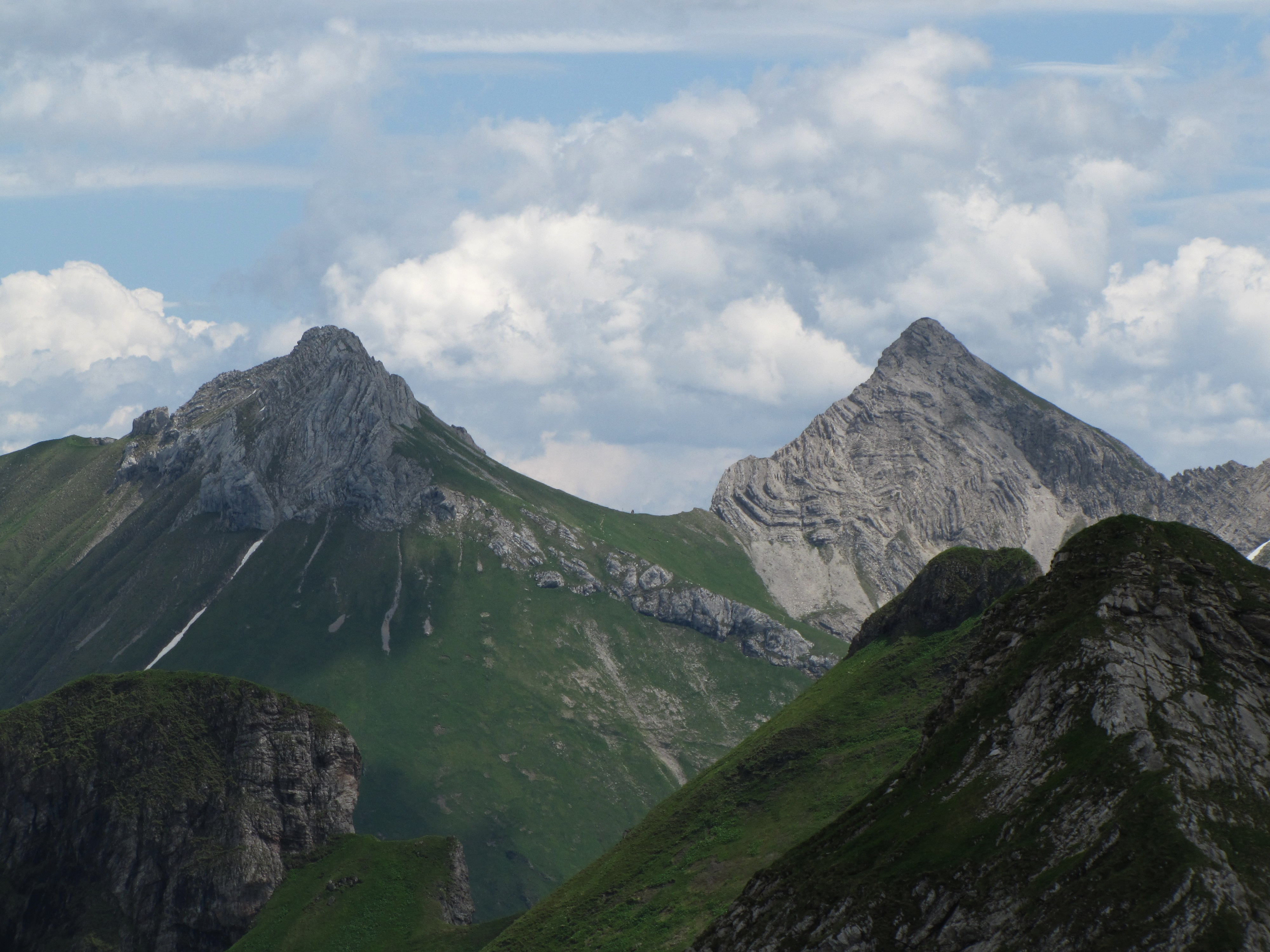
Glasfelderkopf und Kesselspitze aus Westen